# Памятник The Beatles (Алма-Ата)
Памятник английской рок-группе The Beatles, установленный в Алма-Ате на горе Кок-Тобе 15 мая 2007 года. Сделан из бронзы. Скульптор — Эдуард Казарян. На композиции Пол Маккартни, Ринго Старр и Джордж Харрисон изображены стоя. Сидящим изображён Джон Леннон, с гитарой в руках. При желании можно сесть рядом со статуей музыканта и сфотографироваться с ним в обнимку. Из динамиков постоянно звучат песни The Beatles. Памятник привлекает большое число туристов и жителей города, посещающих развлекательный центр «Парк Кок Тобе».
Памятник был установлен после согласования с правообладателем бренда «The Beatles» и получены разрешения от Пола Маккартни и Ринго Старр.